# Ілгань (село)
Ілга́нь (рос. Илгань) — село у складі Верхошижемського району Кіровської області, Росія. Входить до складу Пунгінського сільського поселення.
Населення становить 109 осіб (2010, 134 у 2002).
Національний склад станом на 2002 рік — росіяни 92 %.